# Ǝ
La E invertida (Ǝ ǝ) es una letra adicional del alfabeto romano usada en idiomas africanos cuya escritura está basada en el Alfabeto pannigeriano o el Alfabeto africano de referencia. Su forma minúscula se basa en una e invertida y su forma mayúscula está basada en una E mayúscula girada 180°.
En su forma mayúscula no debe confundirse con el signo de cuantificador existencial utilizado en la lógica, cuyo código de Unicode es U+2203 ∃ THERE EXISTS. Por otra parte, su forma minúscula no debe confundirse con Ə (código U+0259 ə LATIN SMALL LETTER SCHWA), una letra usada en el idioma azerí y otros idiomas caucásicos.
La letra se usó para estilizar el nombre del rapero estadounidense Eminem, de modo que éste quedó como «EMINƎM» desde que The Real Slim Shady fue lanzado el 18 de abril de 2000.

## Unicode
En Unicode, la mayúscula Ǝ está codificada como U+018E y la minúscula ǝ está codificada como U+01DD.
| Carácter      | Ǝ                               | Ǝ                               | ǝ                           | ǝ                           |
| ------------- | ------------------------------- | ------------------------------- | --------------------------- | --------------------------- |
| Unicode       | LATIN CAPITAL LETTER REVERSED E | LATIN CAPITAL LETTER REVERSED E | LATIN SMALL LETTER TURNED E | LATIN SMALL LETTER TURNED E |
| Codificación  | decimal                         | hex                             | decimal                     | hex                         |
| Unicode       | 398                             | U+018E                          | 477                         | U+01DD                      |
| UTF-8         | 198 142                         | C6 8E                           | 199 157                     | C7 9D                       |
| Ref. numérica | &#398;                          | &#x18E;                         | &#477;                      | &#x1DD;                     |

En MacOS con el teclado extendido de EE. UU. las letras Ǝ, ǝ se escriben con Option + Shift: seguidas de E, e respectivamente.